# Marvin Schwäbe
Marvin Schwäbe (født d. 25. april 1995) er en tysk professionel fodboldspiller, som spiller for Bundesliga-klubben 1. FC Köln.

## Klubkarriere

### Tidlige karriere
Efter at have spillet for Kickers Offenbach på ungdomsniveau, skiftede Schwäbe i 2010 Eintracht Frankfurts ungdomsakademi. Han debuterede for reserveholdet i oktober 2012.

### 1899 Hoffenheim
Schwäbe skiftede i 2013 til 1899 Hoffenheim, og blev her del af reserveholdet.
Han blev i 2015 udlejet til VfL Osnabrück, og i 2016 igen udlejet, denne gang til Dynamo Dresden.

### Brøndby
I juni 2018 underskrev Schwäbe en tre-årig kontrakt med den danske Superliga-klub Brøndby IF. Han blev hentet ind som erstatning for Frederik Rønnow, som Brøndby havde solgt til Eintracht Frankfurt.
I Brøndby var han fast mand i målet både under Alexander Zorniger, og senere under Niels Frederiksen. Under sit ophold i Danmark, blev han flere gange rygtet tilbage til Tyskland, blandt andet flere henvendelser fra VfB Stuttgart både i 2019 og 2020, men endte med at blive.
Han reddede et straffespark som Casper Højer sparkede i næstsidste spillerunde, da Brøndby vandt 2-1 over AGF, og spillede sig op på førstepladsen i Superligaen. Han spillede hele kampen og holdte clean sheet, da Brøndby vandt 2-0 over FC Nordsjælland, som sikrede Brøndbys første mesterskab i 16 år.

### FC Köln
Den 1 juli 2021, underskrev Schwäbe en tre-årig kontrakt med Bundesliga klubben 1. FC Köln. Han imponerede i sin debutsæson, og blev inkluderet på årets hold i Bundesligaen af sportsmagasinet kicker.

## Landsholdskarriere
Schwäbe har repræsenteret Tyskland på flere ungdomsniveauer. Han var del af Tysklands trup som vandt U/21 Europamesterskabet i 2017.

## Titler
Brøndby IF
- Superligaen: 1 (2020-21)[18]

Tyskland U/21
- UEFA U/21-Europamester: 1 (2017)[17]

Individuelle
- kicker Bundesliga Sæsonens hold: 1 (2021-22)[15]